# Paraproctis chionopeza
Paraproctis chionopeza är en fjärilsart som beskrevs av Collenette 1954. Paraproctis chionopeza ingår i släktet Paraproctis och familjen tofsspinnare. Inga underarter finns listade i Catalogue of Life.